# Lamette (singolo)
Lamette è un singolo della cantante italiana Rose Villain, pubblicato l'11 gennaio 2023 come quarto estratto dall'album in studio di debutto Radio Gotham.

## Descrizione
Il brano ha visto la partecipazione vocale del rapper Salmo ed è stato prodotto da Sixpm insieme a Zef.

## Video musicale
Il video, diretto da Amedeo Zancanella per una produzione di Maestro & Think Cattleya, è stato reso disponibile il 18 gennaio 2023 attraverso il canale YouTube della cantante.

## Tracce
1. Lamette – 2:29

## Classifiche
| Classifica (2023) | Posizione massima |
| ----------------- | ----------------- |
| Italia            | 37                |

## Riconoscimenti
Videoclip Italia Awards
- 2024 – Candidatura alla migliore scenografia[6]